# Liceum Ogólnokształcące im. Komisji Edukacji Narodowej w Stalowej Woli
Liceum Ogólnokształcące im. Komisji Edukacji Narodowej w Stalowej Woli – szkoła ponadpodstawowa będąca jedną z 2 najstarszych placówek średniego szczebla edukacyjnego w Stalowej Woli.

## Historia
Zarządzeniem Ministra Wyznań Religijnych i Oświecenia Publicznego z 6 sierpnia 1938 zostało założone Państwowe Liceum i Gimnazjum w Stalowej Woli z dniem 1 września 1938. Pierwotny budynek, w którym mieści się Gimnazjum nr 2, zbudowany został w rekordowym czasie od marca do września 1938 roku przez firmę Bartkowiaka z Poznania. Otwarcie Państwowego Gimnazjum w Stalowej Woli zaplanowano na 3 września 1938 i uruchomienie klas I-IV. Dyrektorem został mianowany Witold Habdank Kossowski, który miał wizję przekształcenia szkoły w najnowocześniejszy zakład naukowy w Polsce z aulą, muzeum etnograficznym, krytym basenem i biblioteką, jednak plany pokrzyżował wybuch wojny.
W latach 50 XX w. wybudowano nowy gmach liceum przy ulicy Stanisława Staszica 5. 15 października 1973 roku liceum otrzymało imię Komisji Edukacji Narodowej. Od 1979/80 roku szkoła nosi nazwę Zespołu Szkół Ogólnokształcących im. KEN, gdyż w jej skład weszło także Liceum Ogólnokształcące dla dorosłych. W 1993 roku absolwent szkoły, przedsiębiorca Zbigniew Niemczycki podarował liceum pierwszą pracownię komputerową, druga została otwarta w 2001. W 2005 roku ruszyła budowa nowej sali gimnastycznej, która została oddana do użytku 15 grudnia 2008.

## Dyrektorzy
Dyrektorzy w historii szkoły:
1. Mariusz Potasz (2001–dr, )
2. Stanisław Turek (1985–2001)
3. Joanna Wańczyk (1975–1985)
4. Tadeusz Gumiela (1972–1975)
5. Tomasz Sajdłowski (1963–1972)
6. Adam Kantorek (1952–1963)
7. Kazimierz Bator (1951–1952)
8. Józef Fijałkiewicz (1950–1951)
9. Tomasz Sajdłowski (1948–1950)
10. Teodor Bachman (1947–1948)
11. Seweryn Durkacz (1947)
12. Witold Habdank Kossowski (1938–1947)

## Absolwenci
- Andrzej Szlęzak
- Janusz Cisek
- Edward Durda
- Joanna Jóźwik
- Jerzy Kwieciński
- Zbigniew Niemczycki
- Mateusz Szerszeń
- Marcin Warchoł
- Lucjusz Nadbereżny
- Roman Bielecki[5]
- Elżbieta Jaworowicz
- Krzysztof Śmiszek
- Tomasz Czajka[6]
- Omar Sangare[7]